# Comitê sobre Organizações Não Governamentais das Nações Unidas
Comitê sobre Organizações Não Governamentais das Nações Unidas (ou Comitê das ONGs) é um órgão subsidiário do Conselho Econômico e Social das Nações Unidas (ECOSOC), criado em 1946, responsável por credenciar Organizações não Governamentais com status consultivo nas Nações Unidas (ONU).

## Membros
O comitê é composto por 19 Estados-membros, com eleições a cada quatro anos, selecionado com base no princípio da distribuição geográfica equitativa da seguinte forma:
- 5 membros do Grupo Africano
- 4 membros do Grupo Ásia-Pacífico
- 2 membros do Grupo da Europa Oriental
- 4 membros do Grupo Latino-Americano e Caribenho
- 4 membros do Grupo Europa Ocidental e Outros

Os atuais membros do comitê (2019-2022) incluem: Bahrain, Brasil, Burundi, China, Cuba, Estônia, Eswatini, Grécia, Índia, Israel, Líbia, México, Nicarágua, Nigéria, Paquistão, Rússia, Sudão, Turquia e Estados Unidos da America. As eleições para o próximo mandato (2023-2026) estão previstas para acontecer em abril de 2022.

## Atribuições
O Comitê é responsável por monitorar o relacionamento entre as ONGs e a ONU junto ao ECOCOC e possui como principais atribuições:
- Consideração dos pedidos de status consultivo e solicitações para reclassificação de status submetido por ONGs.
- Monitoramento do relacionamento consultivo, incluindo a consideração de relatórios quadrienais apresentados por ONGs em geral e categorias especiais.

## Análise dos requerimentos
O Comitê se reúne duas vezes por ano e as sessões acontecem na Sede da ONU em Nova York. O Comitê faz recomendações ao ECOSOC, na forma de minutas de decisões que apelam à ação do ECOSOC, sobre o status consultivo das ONGs candidatas. Em abril e julho, o ECOSOC analisa essas recomendações e pode aceitar ou anular a decisão do Comitê. Somente após a recomendação do Comitê para o credenciamento de uma ONG ter sido endossada pelo ECOSOC, a ONG pode receber o status consultivo. Na maioria dos casos, o ECOSOC endossa a decisão do Comitê, mas nem sempre é o caso, especialmente quando não há um consenso pelo Comitê e seja necessário convocar uma votação para decidir o caso.
O Comitê de ONGs pode realizar uma de três ações, se assim o desejar não conceder status consultivo a uma ONG, a saber:
1. Adiar a solicitação de inscrição: É a mais comum das ações, uma vez que o comitê só precisaria fazer uma pergunta à ONG para desencadear o adiamento de uma inscrição.
2. Negar o status consultivo: ação incomum após resultado de uma votação. Após ter sido negada, a ONG não pode solicitar novamente o status consultivo por três anos consecutivos.
3. Encerrar a solicitação do status consultivo: ocorre quando a ONG, de forma recorrente, não responde as perguntas e solicitações de informações adicionais feitas pelo Comitê ou também a pedido de um Estado que acusa o requerente de ter simpatias separatistas ou terroristas.